# Aprostocetus semiauraticeps
Aprostocetus semiauraticeps is een vliesvleugelig insect uit de familie Eulophidae. De wetenschappelijke naam is voor het eerst geldig gepubliceerd in 1916 door Girault.